# Arbin
Arbin – miejscowość i gmina we Francji, w regionie Owernia-Rodan-Alpy, w departamencie Sabaudia.
Według danych na rok 1990 gminę zamieszkiwało 815 osób, a gęstość zaludnienia wynosiła 477 osób/km² (wśród 2880 gmin regionu Rodan-Alpy Arbin plasuje się na 895. miejscu pod względem liczby ludności, natomiast pod względem powierzchni na miejscu 1699.).
Przez gminę przepływa rzeka Isère. 